# Biure
Biure è un comune spagnolo di 233 abitanti situato nella comunità autonoma della Catalogna.

## Storia

### Simboli
Lo stemma è stato approvato il 19 maggio 2004 e pubblicato nel Diari Oficial de la Generalitat de Catalunya (DOGC) il 7 giugno dello stesso anno con il numero 4148. L'asino ricorda il passato di Biure, quando questi animali trasportavano il gesso da un versante all'altro dei monti, essendo uno dei prodotti dell'Empordà. La fascia ondata rappresenta il fiume Ricadell che passa per il paese. I tre sassi sono simboli del martirio di santo Stefano, patrono del paese.